# Mars Express
La Mars Express (abreujat MEX) és una missió d'exploració espacial conduïda per l'Agència Espacial Europea (ESA). La missió Mars Express explora el planeta Mart, i és la primera missió planetària de l'agència. "Express" originalment es referia a la rapidesa i l'eficiència amb què la nau espacial va ser dissenyada i fabricada. No obstant, "Express" també descriu el viatge interplanetari relativament curt que va realitzar, resultat de ser llançat quan les òrbites de la Terra i Mart els va portar més a prop del que havien estat en uns 60.000 anys.
La Mars Express es compon de dues parts, el Mars Express Orbiter i el Beagle 2, un mòdul de descens dissenyat per realitzar investigacions d'exobiologia i geoquímica. Tot i que el mòdul d'aterratge no va poder aterrar amb seguretat en la superfície marciana, l'orbitador ha estat duent a terme amb èxit mesuraments científics des de principis de 2004, és a dir, les imatges d'alta resolució i cartografia mineralògica de la superfície, el sondeig de radar de l'estructura del subsòl fins al permafrost, la determinació precisa de la circulació atmosfèrica i la composició, i l'estudi de la interacció de l'atmosfera amb el medi interplanetari.
A causa del valuós retorn científic i el perfil de la missió altament flexible, la Mars Express ha sigut concedida amb cinc extensions de missió, l'última fins al 2014.
Alguns dels instruments de la nau, inclosos els sistemes de càmeres i alguns espectròmetres, van reutilitzar els dissenys del llançament fallit de la missió russa Mars 96 en 1996 (països europeus havien proporcionat la major part de la instrumentació i finançament de la missió fracassada). El disseny de la Mars Express es basa en la missió Rosetta de l'ESA, en la qual una considerable suma de diners van ser gastats en el desenvolupament. El mateix disseny es va utilitzar també per a la missió Venus Express per tal d'augmentar la fiabilitat i reduir el cost i temps de desenvolupament.

## Visió general i cronologia de la missió

### Visió general
La missió Mars Express està dedicada a l'estudi orbital (i originalment in-situ) de l'interior, subsòl, superfície i atmosfera, i entorn del planeta Mart.
Els objectius científics de la missió Mars Express representen un intent per satisfer en part les fites científiques perdudes de la missió russa Mars 96, complementat per la investigació exobiològica del Beagle-2. L'exploració de Mart és crucial per a una millor comprensió de la Terra des de la perspectiva de planetologia comparativa.
La nau espacial originalment contenia set instruments científics, un petit mòdul de descens, un relè del mòdul de descens i una càmera visual, tot dissenyat per contribuir en resoldre el misteri de l'aigua perduda de Mart. Tots els instruments prendrien mesuraments de la superfície, atmosfera i medi interplanetari, des de la nau espacial principal en òrbita polar, que permetria cobrir gradualment tot el planeta.
El pressupost inicial total de la Mars Express sense incloure el mòdul de descens va ser de 150 milions d'euros. El contractista principal per a la construcció del Mars Express Orbiter va ser EADS Astrium Satellites.
En l'exploració del planeta roig, la Mars Express ha trobat proves de sediments foscos en el que seria la formació d'un delta en el cràter d'impacte Eberswalde, prova que possiblement hi hagués un llac en aquest cràter. Aquesta descoberta reafirma les hipòtesis sobre el passat aquós de Mart. Tot i que només es conserva una part del cràter per l'impacte d'un meteorit que provocà la formació del cràter Holden, de 140 km de diàmetre, el delta, d'uns 115 km², i els seus canals d'alimentació estan ben conservats. Tots dos cràters, Eberswalde i Holden, estaven en la llista de quatre possibles destinacions per al rover Curiosity de la NASA a Mart, que va ser llançat a finals del 2011 i que la missió Mars Express ha estat ajudant en la recerca del millor lloc d'aterratge.

### Preparació
En els anys anteriors al llançament de la nau espacial, nombrosos equips d'experts distribuïts per les empreses i organitzacions van contribuir en la preparació els segments espacials i terrestres. Cadascun d'aquests equips es van centrar en l'àmbit de la seva competència i la interconnexió segons fos necessari. Un requisit addicional important plantejat per la Fase de Llançament i Inici d'Òrbita (Launch and Early Orbit Phase o LEOP) i totes les fases operatives crítiques que no era possible interaccionar; els equips es van integrar en un Equip de Control de Missió. Tots els diferents experts van haver de treballar junts en un entorn operatiu i la interacció i les interfícies entre els elements del sistema (programari, maquinari i humà) havia de funcionar sense problemes:
- els procediments d'operacions de vol van haver de ser per escrit i validat fins al més mínim detall;
- el sistema de control va haver de ser validat;
- Les proves de validació del sistema (system Validation Tests o SVTs) amb el satèl·lit havien de dur-se a terme per demostrar la interconnexió correcta dels segments terrestres i espacials;
- La prova de disponibilitat de missió amb les estacions terrestres (mission Readiness Test with the Ground Stations) va haver-se de realitzar;
- es va engegar una Campanya de Simulacions (Simulations Campaign).

### Llançament
La nau va ser llançada el 2 de juny de 2003 a les 23:45 hora local (17:45 UT, 1:45 p.m. EDT) des del Cosmòdrom de Baikonur a Kazakhstan, utilitzant un coet Soyuz-FG/Fregat. La Mars Express i l'impulsador Fregat van ser inicialment llançats en una òrbita d'aparcament terrestre de 200 km, llavors el Fregat va realitzar una nova reignició a les 19:14 UT per situar la nau espacial en una òrbita de transferència marciana. El Fregat i la Mars Express es van separar a aproximadament a les 19:17 UT. Els panells solars a continuació, es van desplegar i es va dur a terme una maniobra de correcció de trajectòria el 4 de juny per apuntar la Mars Express cap a Mart i permetre a l'impulsador Fregat a moure's cap a l'espai interplanetari. La Mars Express va ser la primera sonda (i fins al 2013) llançada per Rússia en realitzar amb èxit la sortida de LEO des de la caiguda de la Unió Soviètica.

### Fase d'activació prop de la Terra
La Fase d'activació prop de la Terra (Near Earth Commissioning phase) es va estendre des de la separació de la nau espacial des del tram superior de l'impulsador fins a la finalització de les comprovacions inicials de l'orbitador i la càrrega. Va incloure el desplegament dels panells solars, l'adquisició d'actitud inicial, el desclampatge del mecanisme de tornada d'accelaració del Beagle-2, la maniobra de correcció d'errors d'injecció i la primera posada en servei de la nau i la càrrega útil (la posada en marxa definitiva de la càrrega útil es va dur a terme després la Inserció en Òrbita Marciana). La càrrega es va comprovar amb cada instrument per separat. Aquesta fase va durar aproximadament un mes.

### Fase de viatge interplanetari
Aquesta fase de cinc mesos va durar des del final de la fase d'activació prop de la Terra fins a un mes abans de la maniobra de captura de Mart i va incloure les maniobres de correcció de trajectòria i calibratge de la càrrega útil. Gairebé tota la càrrega va ser apagada durant la fase de creuer, amb l'excepció d'algunes comprovacions intermèdies. Encara que va ser originalment concebuda com una fase de "creuer" tranquil·la, aviat es va fer evident que aquest "creuer" seria realment molt ocupada. Hi va haver problemes de rastrejador d'estrelles, un problema del cablejat d'alimentació, maniobres extra, i en el 28 d'octubre, la nau espacial va ser colpejada per una de les erupcions solars més grans mai registrades.

### Expulsió del mòdul de descens
El mòdul de descens Beagle 2 va ser alliberat el 19 de desembre a les 8:31 UTC (9:31 CET) en un viatge balístic cap a la superfície. Va entrar en l'atmosfera marciana al matí del 25 de desembre. L'aterratge va ser previst que tingués lloc a les 02:45 UT del 25 de desembre (9:45 p.m. EST 24 de desembre). No obstant això, després de diversos intents fracassats de contactar amb el mòdul a través de la Mars Express i l'orbitador Mars Odyssey de la NASA, va ser declarat perdut el 6 de febrer de 2004, pel Consell d'Administració del Beagle 2. Es va dur a terme una investigació i els seus resultats es van publicar més tard aquell any.

### Inserció orbital

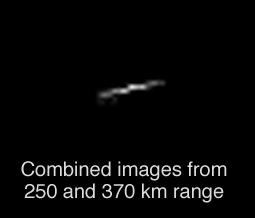
Mars Express en òrbita al voltant de Mart en 2005, fotografia de la Mars Global Surveyor

La Mars Express va arribar a Mart després d'un viatge de 400 milions de quilòmetres i correccions del curs al setembre i desembre de 2003.
El 20 de desembre, la Mars Express va encendre una ràfega curta de proa per posar-lo en posició per orbitar el planeta. La Mars Express Orbiter, després va encendre el seu motor principal i va entrar en una òrbita altament el·líptica de captura inicial de 250 km × 150,000 km amb una inclinació de 25 graus el 25 de desembre a les 03:00 UT (10:00 p.m., 24 de desembre EST).
La primera avaluació de la inserció orbital va mostrar que l'orbitador havia aconseguit la seva primera fita a Mart. L'òrbita va ser després reajustada per quatre ignicions dels motors principals a la desitjada òrbita gairebé polar de 259 km × 11,560 km (86 graus d'inclinació) amb un període de 7,5 hores. Prop del periàpside la coberta superior està apuntant cap a la superfície marciana i prop de l'apoàpside l'antena d'alt guany es va apuntar cap a la Terra per a l'enllaç ascendent i descendent.
Després de 100 dies, el apoapsis es va reduir a 10.107 km i el periapsis es va elevar a 298 km per aconseguir un període orbital de 6,7 hores.

### Desplegament de la MARSIS
El 4 de maig de 2005, la Mars Express va desplegar el primer dels dos extensors de radar de 20 metres de llarg per a l'experiment MARSIS (Mars Advanced Radar for Subsurface and Ionosphere Sounding). Al principi, l'extensor no tancava completament en el seu lloc; no obstant això, l'exposició a la llum solar durant uns minuts el 10 de maig va resoldre el problema. El segon extensor de 20 m es va desplegar amb èxit el 14 de juny. Ambdós extensors de 20 m van ser necessaris per crear una antena dipol de 40 m pel treball de la MARSIS; el 17 de juny es va desplegar una antena monopol de 7 metres de llarg menys crucial. Els extensors van ser originalment programats per a ser desplegats a l'abril de 2004, però això es va retardar per por que el desplegament podria danyar la nau espacial a través d'un efecte de fuetada. A causa de la demora, es va decidir dividir la fase de posada en marxa quatre setmanes en dues parts, amb dues setmanes prèvies al 4 de juliol i dues setmanes al desembre de 2005.
El desplegament dels extensors va ser una tasca crítica i altament complexa que va requerir una cooperació eficaç entre els organismes ESA, NASA, indústria i universitats públiques.
Les observacions nominals científiques van començar al juliol 2005. (Per a més informació, vegeu, i ESA Portal - El radar de la Mars Express preparada per treballar article de premsa de l'ESA.)

### Operacions de la nau espacial
Les operacions de la Mars Express van ser dutes a terme per un equip multinacional d'enginyers del Centre d'Operacions de l'ESA (ESOC) a Darmstadt. L'equip va començar les preparacions per a la missió durant 3 a 4 anys abans del llançament. Es tractava de preparar el segment terrestre i els procediments operatius per a tota la missió.
L'equip de Control de Missió està compost de l'Equip del Control de Vol (Flight Control Team), Equip de Dinàmica de Vol (Flight Dynamics Team), Controladors d'Operacions Terrestres (Ground Operations Managers) i Enginyers de Suport de Programari i Instal·lacions Terrestres (Software Support and Ground Facilities Engineers). Tots ells es troben en l'ESOC però hi ha, a més, equips externs, com els equips de Projecte i Suport de la Indústria, que va dissenyar i va construir la nau espacial.
L'equip de Control de Vol consisteix:
- El Controlador d'Operacions de la Nau Espacial (Spacecraft Operations Manager)
- Set Enginyers d'Operacions
- Tres Planificadors de la Missió
- Un Analista de la Nau Espacial
- Sis controladors de la nau espacial (SpaCons), compartits amb la Venus Express i Rosetta

La formació de l'equip, liderat pel Controlador d'Operacions de la Nau Espacial, van començar a treball en la missió 4 anys abans del llançament. Ell tenia l'obligació de contractar un equip adequat d'enginyers que puguin manejar les tasques diferents que participen en la missió. Per a la Mars Express, els enginyers van venir de diverses altres missions. La majoria d'ells havien participat amb els satèl·lits que orbiten la Terra.

### Fase de rutina: retorn de ciència
Des de la inserció en òrbita, la Mars Express ha estat complint progressivament els seus objectius científics originals. Nominalment, els punts clau de la nau espacial a Mart en l'adquisició de la ciència i després l'apuntada cap a la Terra per al trànsit de les dades d'enllaç de forma descendent, encara que alguns instruments com la MARSIS o la Ciència de Ràdio poden ser operats mentre la nau espacial està apuntant cap a la Terra.

## Orbitador i subsistemes

### Estructura
El Mars Express Orbiter és una nau espacial en forma de cub amb dos ales com a panells solars que s'estén des dels costats oposats. La massa de llançament és de 1123 kg que inclou el bus principal amb 113 kg de càrrega útil, 60 kg del mòdul, i 457 kg de propel·lent. El cos principal té una mida d'1,5 m × 1,8 m × 1,4 m, amb una estructura enforma de bresca cobert per una capa d'alumini. Els panells solars mesuren 12 m d'un extrem a l'altre. Dos extensors de cable de 20 m de llarga que serveixen com a antena dipol que s'estenen del costat oposat de les cares perpendiculars als panells solars com a part de la sonda de radar.
| Abreviació                     | Component                                | Massa (kg) |
| ------------------------------ | ---------------------------------------- | ---------- |
| Massa en sec                   | Massa en sec                             | 493        |
| HRSC                           | Càmera estereoscòpica                    | 21,2       |
| PFS                            | Espectròmetre d'infraroigs               | 33,4       |
| OMEGA                          | Imatgeria d'espectre                     | 28,8       |
| MARSIS                         | Radar                                    | 12         |
| ASPERA                         | Analitzador de gasos rars i ionitzants   | ?          |
| SPICAM                         | Espectròmetre ultraviolat i d'infraroigs | 4,9        |
| Massa d'instruments científics | Massa d'instruments científics           | 113        |
| Mòdul de descens               | Mòdul de descens                         | 60         |
| Ergols                         | Ergols                                   | 457        |
| Massa total                    | Massa total                              | 1.120      |

### Propulsió
El llançador Soyuz/Fregat va proporcionar la majoria de l'impuls perquè la Mars Express arribés a Mart. El tram final del Fregat va ser expulsat un cop la sonda estava en curs cap a Mart. El sistema de propulsió a bord va fer reduir la velocitat de la nau en la inserció en òrbita marciana i posteriorment per a correccions d'òrbita.
El cos està construït al voltant del sistema de propulsió principal, que consisteix d'un motor principal de combustible líquid de 400 N. Els dos tancs de combustible de 267 litres tenen una capacitat total de 595 kg. Aproximadament 370 kg són necessaris per a la missió nominal. L'heli a pressió a partir d'un tanc de 35 litres és utilitzat per forçar el combustible al motor. Les correccions de trajectòria es realitzen utilitzant un conjunt de vuit propulsors de 10 N, un unit a cada cantonada del bus de la nau espacial. La configuració de la nau espacial va ser optimitzat per a un Soyuz/Fregat, i va ser totalment compatible amb un vehicle de llançament Delta II.

### Energia
L'energia de la nau espacial és proporcionada pels panells solars que contenen 11,42 metres quadrats de cèl·lules de silici. La potència prevista originalment havia de ser 660 W a 1,5 ua però una connexió defectuosa ha reduït la quantitat d'energia disponible en un 30%, a uns 460 W. Aquesta pèrdua té un impacte significatiu en el retorn científic de la missió. L'energia s'emmagatzema en tres bateries d'ió liti amb una capacitat total de 64,8 Ah per al seu ús durant els eclipsis. La tensió està completament regulada a 28 V. Durant la fase de rutina, el consum d'energia de la nau espacial va estar entre 450 W - 550 W.

### Aviònica
El control d'actitud (estabilització a 3 eixos) s'aconsegueix utilitzant dos unitats de mesurament inercial de tres eixos, un conjunt de dos càmeres estel·lars i dos sensors solars, giroscopis, acceleròmetres, i quatre rodes de reacció de 12 N·m·s. La precisió de l'apuntament és de 0,04 grau amb respecte al marc de referència inercial i 0,8 graus amb respecte al marc orbital de Mart. Tres sistemes de bord ajuden la Mars Express a mantenir una precisió d'apuntament molt acurada, la qual cosa és essencial per permetre que la nau espacial es comuniqui amb una antena de 35 i 70 metres a la Terra a 400 milions de quilòmetres.

### Comunicacions

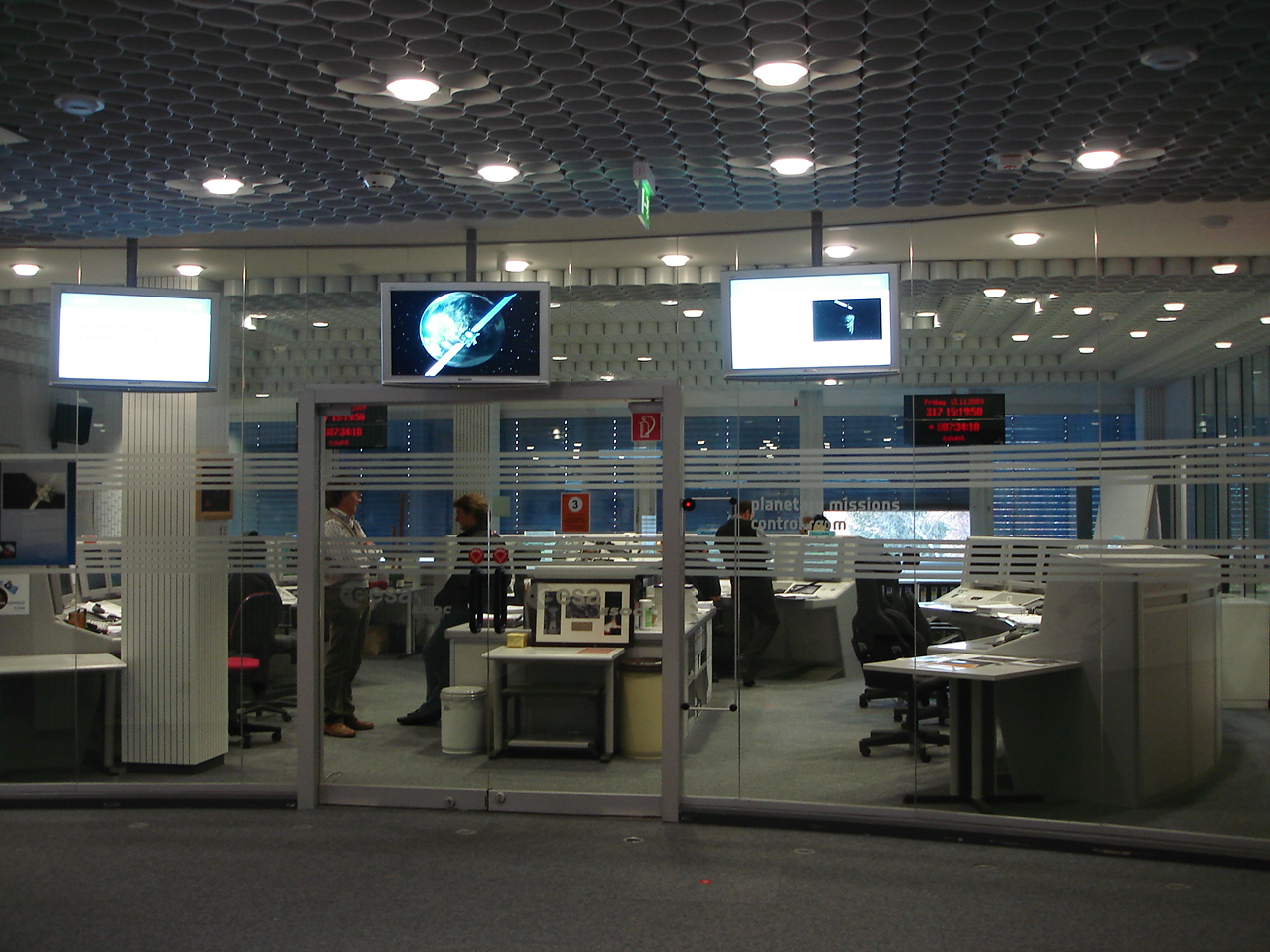
La sala de control a l'ESOC.

El subsistema de comunicacions està compost de 3 antenes: Un plat parabòlic d'1,7 m de diàmetre com a antena d'alt guany i dos antenes omnidireccionals. El primer proporciona enllaços (telecomandes de pujada i telemetria de baixada) tant en banda X (7,1 GHz) com banda S (2,1 GHz) i s'utilitza durant la fase científica nominal al voltant de Mart. Les antenes de baix guany s'utilitzen durant el llançament i les primeres operacions a Mart i per a eventuals contingències, un cop en òrbita.
Les dues antenes relé en UHF del mòdul de descens estan muntades en la cara del damunt per a la comunicació amb el Beagle 2 o altres mòduls, utilitzant un transceptor Melacom.

#### Estacions terrestres
Tot i que les comunicacions amb la Terra van ser originalment programades per dur-se a terme amb l'antena de 35 metres de l'ESA a l'Estació de Nova Norcia (Austràlia), el perfil de la missió amb la progressiva millora de la flexibilitat i el retorn de ciència ha propiciat l'ús de la més nova estació terrestre de l'ESTRACK de l'ESA en l'Estació de Cebreros, Madrid, Espanya.
A més, els nous acords amb el Deep Space Network de la NASA han fet possible la utilització d'estacions americanes de planificació de la missió nominal, el que ha augmentat la complexitat, però amb un clar impacte positiu en els retorns científics.
Aquesta cooperació interinstitucional s'ha mostrat eficaç, flexible i enriquidora per a ambdues parts. En l'aspecte tècnic, s'ha fet possible (entre altres raons), gràcies a l'adopció de les dues agències de les Normes per a Comunicacions Espacials definides en el CCSDS.

### Tèrmica
El control tèrmic es manté mitjançant l'ús de radiadors, un aïllament multicapa, i escalfadors controlats activament. La nau espacial ha de proporcionar un entorn favorable per als instruments i equips de bord. Uns dos instruments, PFS i OMEGA, contenen detectors d'infrarojos que s'han de mantenir a temperatures molt baixes (a uns −180 °C). Els sensors De la càmera (HRSC) també s'han de mantenir frescos. Però la resta dels instruments i de funcionament de l'equip de bord millor a temperatura ambient (10–20 °C).
La nau està coberta de mantes tèrmiques d'un aliatge d'alumini-estany xapades en or per mantenir una temperatura de 10–20 °C a l'interior de la nau espacial. Els instruments que funcionen a baixes temperatures per mantenir-se en fred estan aïllades tèrmicament d'aquesta relativament alta temperatura interna, i emeten l'excés de calor a l'espai utilitzant radiadors connectats.

### Unitat de control i emmagatzematge de dades
La nau espacial funciona amb dos Unitats de control i emmagatzematge de dades (Control and Data management Units) amb 12 gigabits de memòria massiva d'estat sòlid per guardar dades i mantenir la informació per a la transmissió. Els ordinadors de abord controlen tots els aspectes de la nau espacial en funcionament incloent els instruments commutadors de parada i engegada, que accedeixen a les instruccions d'orientació i de problemes de la nau espacial per a ser modificat.
Un altre aspecte clau de la missió Mars Express és la Mars Express AI Tool (MEXAR2). El propòsit principal d'aquest instrument és la programació de quan s'envien les diferents parts de descàrrega de les dades científiques recollides cap a la Terra, un procés que va ser utilitzat per ajudar a estalviar molt de temps als controladors terrestres. La nova eina estalvia temps de l'operador, optimitza l'ús de l'amplada de banda en el DSN, evita pèrdua de dades, i permet també un millor ús del DSN per a altres operacions espacials. La intel·ligència artifical decideix com administrar la memòria d'emmagatzematge de 12 gigabits de la nau, quan el DSN està disponible i no pot ser en ús per una altra missió, com utilitzar òptimament l'amplada de banda del DSN que té assignada, i quan la nau espacial s'orientarà adequadament per transmetre a la Terra.

### Mòdul de descens
Els objectius del mòdul de descens Beagle 2 van ser caracteritzar la geologia de la zona d'aterratge, mineralogia i geoquímica, les propietats físiques de l'atmosfera i les capes de la superfície, recollir dades de la meteorologia i climatologia marciana, i la recerca de possibles senyals de vida. No obstant això, l'intent d'aterratge no va tenir èxit i el mòdul d'aterratge va ser declarat perdut. Una Comissió d'Investigació sobre el Beagle 2 va identificar les diverses causes possibles, com problemes del coixí de seguretat, xocs greus als components electrònics del mòdul d'aterratge que no havien estat simulats adequadament abans del seu llançament, i problemes amb parts del sistema d'aterratge per col·lisió, però no es va poder arribar a una conclusió ferma.

## Instruments
Els objectius científics de la càrrega útil de la Mars Express van ser obtenir fotografies geològiques d'alta resolució (10 m de resolució), un mapa mineralògic (100 m de resolució) i un mapa de la composició atmosfèrica, l'estudi de l'estructura de la subsuperície, la circulació atmosfèrica global, i la interacció entre l'atmosfera i la subsòl, i l'atmosfera i el medi interplanetari. La massa total pressupostada per a la càrrega científica és de 116 kg.
- Visible and Infrared Mineralogical Mapping Spectrometer (OMEGA o Observatoire pour la Minéralogie, l'Eau, les Glaces et l'Activité) - França - Determina la composició mineral de la superfície fins a 100 m de resolució. Es munta a l'interior assenyalant la cara superior.[15] Massa de l'instrument: 28,6 kg[16]

- Ultraviolet and Infrared Atmospheric Spectrometer (SPICAM) - França - Avalua la composició elemental de l'atmosfera. Està muntat a l'interior assenyalant la cara superior. Massa de l'instrument: 4,7 kg[16]

- Sub-Surface Sounding Radar Altimeter (MARSIS) - Itàlia - Un altímetre de radar utilitzat per avaluar la composició de la subsòl destinada a la recerca d'aigua congelada. Està muntat en el cos i està apuntant cap al nadir, i també incorpora les dues antenes de 20 m. Massa de l'instrument: 13,7 kg[16]
- Planetary Fourier Spectrometer (PFS) - Itàlia - Fa observacions de temperatura i pressió atmosfèrica (observacions suspeses al setembre de 2005). Està muntat a l'interior assenyalant la cara superior.,[17] actualment en funcionament. Massa de l'instrument: 30,8 kg[16]
- Analyzer of Space Plasmas and Energetic Atoms (ASPERA) - Suècia - Investiga les interaccions entre l'atmosfera superior i el vent solar. Està muntat a la cara superior. Massa de l'instrument: 7,9 kg[16]
- High Resolution Stereo Camera (HRSC)- Alemanya - Produeix imatges en color de fins a 2 m de resolució. Està muntat dins del cos de la nau, amb l'objectiu a través de la cara superior de la nau espacial, que és el nadir apuntant durant les operacions de Mart. Massa de l'instrument: 20,4 kg[16]
- Mars Express Lander Communications (MELACOM) - Regne Unit - Permet a la Mars Express per actuar com un repetidor de comunicacions per a mòduls d'aterratge a la superfície marciana. (Ha estat provat amb els Mars Exploration Rovers, i va ser utilitzat per donar suport a l'aterratge de la missió Phoenix de la NASA)
- Mars Radio Science Experiment (MaRS) - Utilitza senyals de ràdio per investigar l'atmosfera, la superfície, el subsòl, la gravetat i la densitat de la corona solar durant les conjuncions solars. Utilitza les subsistema de comunicacions en si.
- Una petita càmera per controlar l'expulsió del mòdul de descens, VMC.
- Més informació sobre la càrrega útil[18]

## Descobriments científics i esdeveniments importants
Durant més de 5.000 òrbites, els instruments de càrrega de la Mars Express han estat operant de manera nominal regularment.

La càmera HRSC ha estat monitoritzant de forma sistemàtica la superfície de Mart amb una resolució sense precedents i ha pres desenes de fotos.

### 2004
- 23 de gener

L'ESA anuncia el descobriment de gel d'aigua a la capa de gel del Pol Sud, a partir de dades preses el 18 de gener amb l'instrument OMEGA.
- 28 de gener

La Mars Express Orbiter arriba a l'òrbita científica definitiva al voltant de Mart.
- 17 de març

L'orbitador detecta casquets polars que contenen un 85% de diòxid de carboni (CO₂) en gel i un 15% de gel d'aigua.
- 30 de març

Un comunicat de premsa anuncia que l'orbitador ha detectat metà en l'atmosfera marciana. Tot i que la quantitat és petita, aproximadament 10 parts en un mil milions, que ha excitat els científics a qüestionar la seva font. Atès que el metà s'elimina de l'atmosfera de Mart molt ràpidament, ha d'haver una font de corrent que es reposa. Com que una de les possibles fonts podria ser la vida microbiana, es preveu verificar la fiabilitat d'aquestes dades i, sobretot atent a la diferència en la concentració en diversos llocs de Mart. S'espera que la font d'aquest gas pot ser descobert per la recerca del seu lloc de l'alliberament.
- 28 d'abril

L'ESA anuncia que el desplegament de l'extensor que porta l'antena MARSIS per radar es retarda. Es descriuen preocupacions amb el moviment de l'extensor durant el desplegament, que poden causar que la nau pugui ser colpejada per aquest element. Es preveuen noves investigacions per assegurar-se que això no passi.
- 15 de juliol

Els científics que treballen amb l'instrument PFS anuncien que temptativament descobreixen les característiques espectrals del compost d'amoníac en l'atmosfera marciana. Igual que el metà descobert abans (vegeu més amunt), l'amoníac es descompon ràpidament en l'atmosfera de Mart i necessita ser reposat constantment. Això apunta cap a l'existència de la vida activa o activitat geològica, dos fenòmens contendents de la presència fins ara ha romagut sense ser detectats.

### 2005
- En 2005, els científics de l'ESA van informar que les dades de l'instrument OMEGA (Visible and Infrared Mineralogical Mapping Spectrometer)(Observatoire pour la Minéralogie, l'Eau, les Glaces et l'Activité) indiquen la presència de sulfats hidratats, silicats i diversos minerals que formen roques.

- 8 de febrer

El desplegament de l'antena MARSIS té llum verda per l'ESA. Està previst que tingui lloc a principis de maig de 2005.
- 5 de maig

El primer extensor de l'antena MARSIS va ser desplegat amb èxit. Al principi, no hi havia indicis de cap problema, però més tard es va descobrir que un segment de l'extensor no tancava. El desplegament del segon extensor es va retardar per permetre una anàlisi més detallat del problema.
- 11 de maig

Utilitzant la calor del Sol per expandir els segments de l'antena MARSIS, l'últim segment es desbloqueja amb èxit.
- 14 de juny

Es desplega el segon extensor, i el 16 de juny, l'ESA anuncia el seu èxit.
- 22 de juny

L'ESA anuncia que la MARSIS està en ple funcionament i aviat començarà l'adquisició de dades. Això ve després que el desplegament del tercer extensor el 17 de juny, i una prova de transmissió amb èxit el 19 de juny.

### 2006
- 21 de setembre

La High Resolution Stereo Camera (HRSC) de la Mars Express de l'ESA obté imatges de la regió de Cydonia, la ubicació de la famosa "Cara de Mart". El massís es va fer famós en una foto feta el 1976 per l'orbitador americà Viking 1. La imatge va ser capturada amb una resolució del sòl d'aproximadament 13,7 metres per píxel.
- 26 de setembre

La nau Mars Express sorgeix d'una temporada d'eclipsis inusualment exigent introduint un mode especial d'ultra-baixa potència anomenat 'Sumo' - una configuració innovadora adreçada a salvar l'energia necessària per garantir la supervivència de les naus espacials.
Aquest mode es va desenvolupar a través del treball en equip entre els controladors de la missió ESOC, investigadors principals, la indústria i la gestió de la missió.
- Octubre

En l'octubre de 2006, la nau Mars Express es va trobar amb una conjunció solar superior (l'alineació de la Terra-Sol-Mars Express). L'angle Sol-Terra-MEX va arribar a un mínim el 23 d'octubre a 0,39 graus a una distància de 2,66 ua.
- Desembre

Després de la pèrdua de la Mars Global Surveyor (MGS) de la JPL/NASA, l'equip de la Mars Express va ser sol·licitat per dur a terme accions amb l'esperança d'identificar visualment la nau espacial americana. Sobre la base de l'última efemèride de la MGS proporcionada per la JPL, la càmera d'alta definició HRSC va escombrar la regió de l'òrbita de la MGS. Es van fer dos intents per trobar la nau, tots dos sense èxit.

### 2007
- Gener

Primers acords amb la NASA-SPL emprès pel suport de la Mars Express al mòdul de descens americà Phoenix en maig de 2008
- Febrer

La petita càmera VMC (va ser utilitzada només una vegada per controlar l'expulsió del mòdul de descens) es va reactivar i es va oferir als estudiants la possibilitat de participar en una campanya de "Controla la nau Mars Express i fes la teva pròpia foto de Mart".
- 23 de febrer

Com a conseqüència del retorn de ciència, el Comitè del Programa Científic (Science Program Committee o SPC) va concedir una extensió de la missió fins al maig de 2009.
- 28 de juny

La High Resolution Stereo Camera (HRSC) produeix imatges de trets tectònics clau en Aeolis Mensae.

### 2008
L'equip de la Mars Express va ser el guanyador de la Sir Arthur Clarke Award com a Best Team Achievement.

### 2009
- 4 de febrer

El Science Programme Committee de l'ESA ha ampliat les operacions de la Mars Express, fins al 31 de desembre de 2009.
- 7 d'octubre

El Science Programme Committee de l'ESA ha aprovat l'ampliació d'operacions de la missió de Mars Express fins al 31 de desembre de 2012.

### 2010
- 5 de març

Sobrevol de Fobos per mesurar la gravetat de Fobos.

### 2011
- 13 d'agost

Activat el mode segur després d'un problema de la memòria massiva d'estat sòlid.
- 23 d'agost

Problema de la memòria massiva d'estat sòlid.
- 23 de setembre

Activat el mode segur després d'un problema de la memòria massiva d'estat sòlid.
- 11 d'octubre

Problema de la memòria massiva d'estat sòlid.
- 16 d'octubre

Activat el mode segur després d'un problema de la memòria massiva d'estat sòlid.
- 24 de novembre

Les operacions científiques es van reprendre amb elShort Mission Timeline and Command Files en lloc que el resident de Long Time Line sobre el sospitós problema de la memòria massiva d'estat sòlid.

### 2012
- 16 de febrer

Es reprenen les operacions científiques completament. Encara hi ha prou combustible per a un màxim de 14 anys addicionals d'operació.
- Juliol

Corona solar estudiada amb ones de ràdio.
- 5/6 d'agost

Es va ajudar a les sondes americanes Mars Odyssey i Mars Reconnaissance Orbiter en la recollida i la transferència de les dades en l'aterratge de la Mars Science Laboratory.

### 2013
- Mars Express produeix un mapa topogràfic gairebé complet de la superfície de Mart.[39]
- 29 de desembre

Mars Express realitza el sobrevol més proper fins a la data de Fobos

### 2016
- 19 d'octubre

Assistit amb recollida i transferència de dades per a l'aterratge de l'Schiaparelli EDM lander.

### 2018
- Juliol 2018

A partir de dades del radar MARSIS, s'anuncia el descobriment d'aigua líquida en un llac subglacial al pol sud de Mart, 1.5 km sota la superfície d'uns 20 km de llarg. Vegeu Aigua a Mart.

## Enllaços dels Investigadors Principals de la Càrrega Útil
- HRSC FU Berlin[44]
- MARSIS Uni Roma "La Sapienza"[45]
- PFS IFSI/INAF[46]
- SPICAM
- OMEGA Institut Astrophysique Spatial[47]
- MELACOM Qinetiq[48]
- MRSE Uni Köln[49]
- ASPERA[50]